# Laura Harring
Laura Elena, grevinnan Bismarck-Schönhausen, (född Martínez-Herring), professionellt känd som Laura Harring, född 3 mars 1964 i Los Mochis, Sinaloa, är en mexikansk-amerikansk skådespelerska. 1985 blev Harring den första spansktalande kvinnan som blev krönt till Miss  USA. Senare började hon sin skådespelarkarriär inom tv och film. Hon är mest känd för sina dubbla roller som Rita och Camilla Rhodes i den postmoderna neo noir-filmen Mulholland Drive (2001). Harring har också bland annat varit med i TV-serierna Gossip Girl och Sunset Beach.

## Biografi

### Barndom
Harring bodde de första tio åren av sitt liv i Mexiko, innan hennes familj flyttade till San Antonio, Texas. När hon var 12 år gammal fick Harring en skallskada när hon träffades av en .45-kula, ett felriktat skott från en förbipasserande bil.

### Karriär
Harring studerade teater vid London Academy of Performing Arts, efter att ha utbildat sig i italienska Commedia dell'arte samt latinska danser, inklusive argentinsk tango. Hon började sin skådespelarkarriär i filmen Silent Night, Deadly Night 3: Better Watch out!, där hon hade en biroll som Jerri, en flygvärdinna och flickvän till brodern till en av huvudpersonerna, Chris, som går med dem på familjemiddag i sin mormors hus.
1990 hade Harring huvudrollen i Columbia Pictures-filmen The Forbidden Dance, där hon spelade rollen som Nisa - en brasiliansk prinsessa som reser till Los Angeles för att hindra ett företag från att riva hennes föräldrahem. Samma år fick hon återkommande roll i ABC-tvåloperan General Hospital, som Carla Greco. De närmaste åren hade hon biroller i filmer som Exit to Eden (1994), [14] och Black Scorpion II: Aftershock (1997). 1997 spelade hon rollen som Paula Stevens i NBC-tvåloperan Sunset Beach. Efter att ha lämnat showen gästade hon Frasier i avsnittet "Dial M for Martin", och uppträdde i filmkomedin Little Nicky.

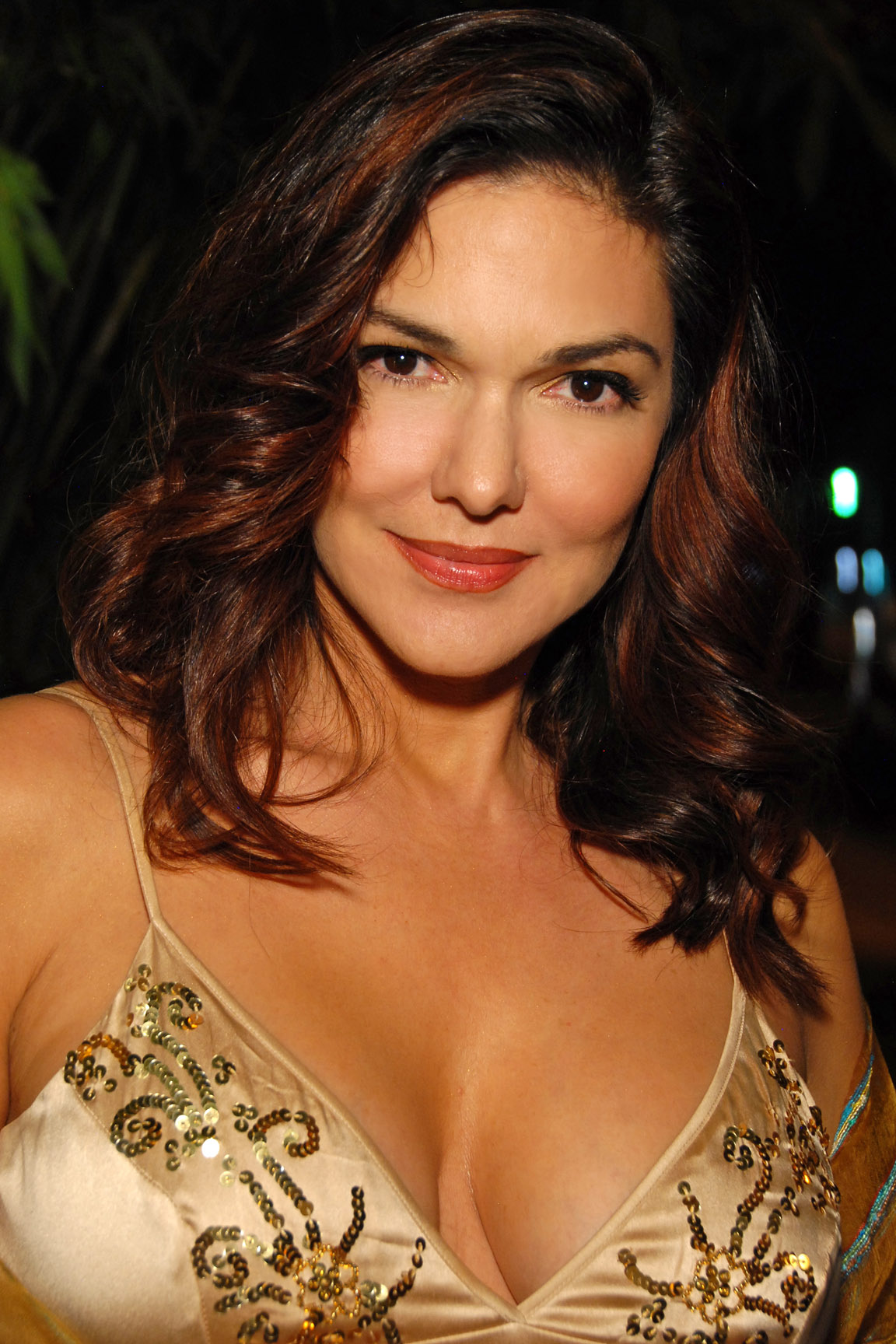
Laura Harring 2011.

Harring är mest känd för sin roll i David Lynchs film Mulholland Drive (2001), tillsammans med Naomi Watts och Justin Theroux. Hon spelade de båda huvudrollerna som "Rita" (som hon kallar sig efter Rita Hayworth, när hon ser det namnet på en affisch för filmen Gilda) och "Camilla". Som en kommentar till hennes framträdande och valet av henne till rollen skrev filmkritikern Roger Ebert: "Inte många skådespelerskor skulle vara modiga nog att namnge sig efter Rita Hayworth, men Harring gör det, eftersom hon kan. Hon är sexig i sina åtsmitande klänningar och allt hon behöver göra är att stå där. Hon är det första goda argumentet på 55 år för en Gilda-remake." Jämförelser gjordes också mellan Harring och Ava Gardner av International Herald Tribune.
2002 tilldelades hon American Latino Media Arts (ALMA) Award for Outstanding Actress in a Feature Film för sina prestationer. Harring fortsatte att arbeta med Lynch — som en antropomorf kanin i serien Rabbits (2002), och i en cameoroll i Inland Empire (2006).
2002 uppträdde hon i John Q, och var kvinnlig ledare mot Jean-Claude Van Damme i Derailed. 2003 spelade hon huvudrollen i Mi Casa, Su Casa tillsammans med Barbara Eden. 2004 var hon den bortskämda frun till antagonisten Mr. Saint (John Travolta), Livia Saint i filmatiseringen av Marvel Comics The Punisher. 2005 spelade Harring i den oberoende filmen The King, och hade senare roller i Nancy Drew, Love in the Time of Cholera, The Caller,, där hon spelade en misshandlad hustru som flyr från sin man.
År 2006 var Harring med i FX:s kriminaldrama The Shield, som försvarsadvokaten Rebecca Doyle. Harring är med i nio avsnitt av säsong fem. I rollen anställs hon av huvudpersonen Vic Mackey för att skydda dennes team av korrupta poliser mot en utredning om inrikes frågor. Från 2009 till 2010 hade hon också en återkommande roll som Evelyn Bass/Elizabeth Fisher i CW-serien Gossip Girl. Där spelar hon en kvinna som uppträder som den förlorade mamman till personen Chuck Bass, innan hennes bedrägeri upptäcks av de andra personerna. Hon har också gästat Law & Order: Special Victims Unit 2003, Law & Order: Criminal Intent 2010 och NCIS: Los Angeles 2012 och 2016. Harring var också med i den oberoende filmen The Loner, regisserad av Daniel Grove. År 2016 var hon med i den engelskspråkiga remaken av filmen Inside, och i Legendarys första digitala film The Thinning, tillsammans med Logan Paul och Peyton List.

### Privatliv
1987 gifte sig Harring med greve Carl-Eduard von Bismarck-Schönhausen, ättling till Otto von Bismarck. Fastän paret skildes 1989 behåller hon titeln grevinna von Bismarck-Schönhausen.

## Filmografi (urval)
- 1990–1991 – General Hospital (TV-serie) (12 avsnitt)
- 1992 – Baywatch (TV-serie) (1 avsnitt)
- 1993 – Blossom (TV-serie) (1 avsnitt)
- 1994 – Exit to Eden
- 1995–1996 – Flipper (TV-serie) (3 avsnitt)
- 1996 – Baywatch Nights (TV-serie) (1 avsnitt)
- 1997 – Sunset Beach (TV-serie) (141 avsnitt)
- 1998 – Frasier (TV-serie) (1 avsnitt)
- 2000 – Little Nicky
- 2001 – Mulholland Drive
- 2002 – John Q
- 2002 – Terror Train
- 2003 – Law & Order: Special Victims Unit (TV-serie) (1 avsnitt)
- 2003 – Willard
- 2004 – The Punisher
- 2005 – All Souls Day: Dia de los Muertos
- 2005 – The King
- 2006 – Inland Empire
- 2006 – The Shield (TV-serie) (8 avsnitt)
- 2007 – Kitty och Hollywoodmysteriet
- 2007 – Kärlek i kolerans tid
- 2008 – One Missed Call (ej krediterad)
- 2009–2010 – Gossip Girl (TV-serie) (5 avsnitt)
- 2010 – Law & Order: Criminal Intent (TV-serie) (1 avsnitt)
- 2012–2019 – NCIS: Los Angeles (TV-serie) (5 avsnitt)